# Peter Van Elswyk
Peter Jason A. Van Elswyk (Hamilton, 10 maggio 1974) è un ex cestista canadese con cittadinanza olandese.

## Carriera
Gioca nell'NCAA dal 1993 al 1998, prima con la University of South Carolina, poi con la Stanford University. Contemporaneamente è nelle file della nazionale Canadese.
Nel 1998 arriva in Italia e più precisamente a Reggio Calabria (A2), il sodalizio dura una stagione, l'anno dopo infatti Van Elswyk è in Belgio con la Sunair Oostende, ma solo per pochi mesi, a dicembre del '99 è già in Italia, a Reggio Emilia (A1). Nella stagione 2000-01 Van Elswyk si affaccia in Eurolega con i London Towers.
Nel febbraio del 2002 firma un contratto con Montegranaro (A2). Poi si succedono Virtus Ragusa, Torre de' Passeri (C1), London United, Lanciano Basket (C2), Pallacanestro Atri.
Con il Canada ha disputato i Campionati americani del 1997.